# SELENE

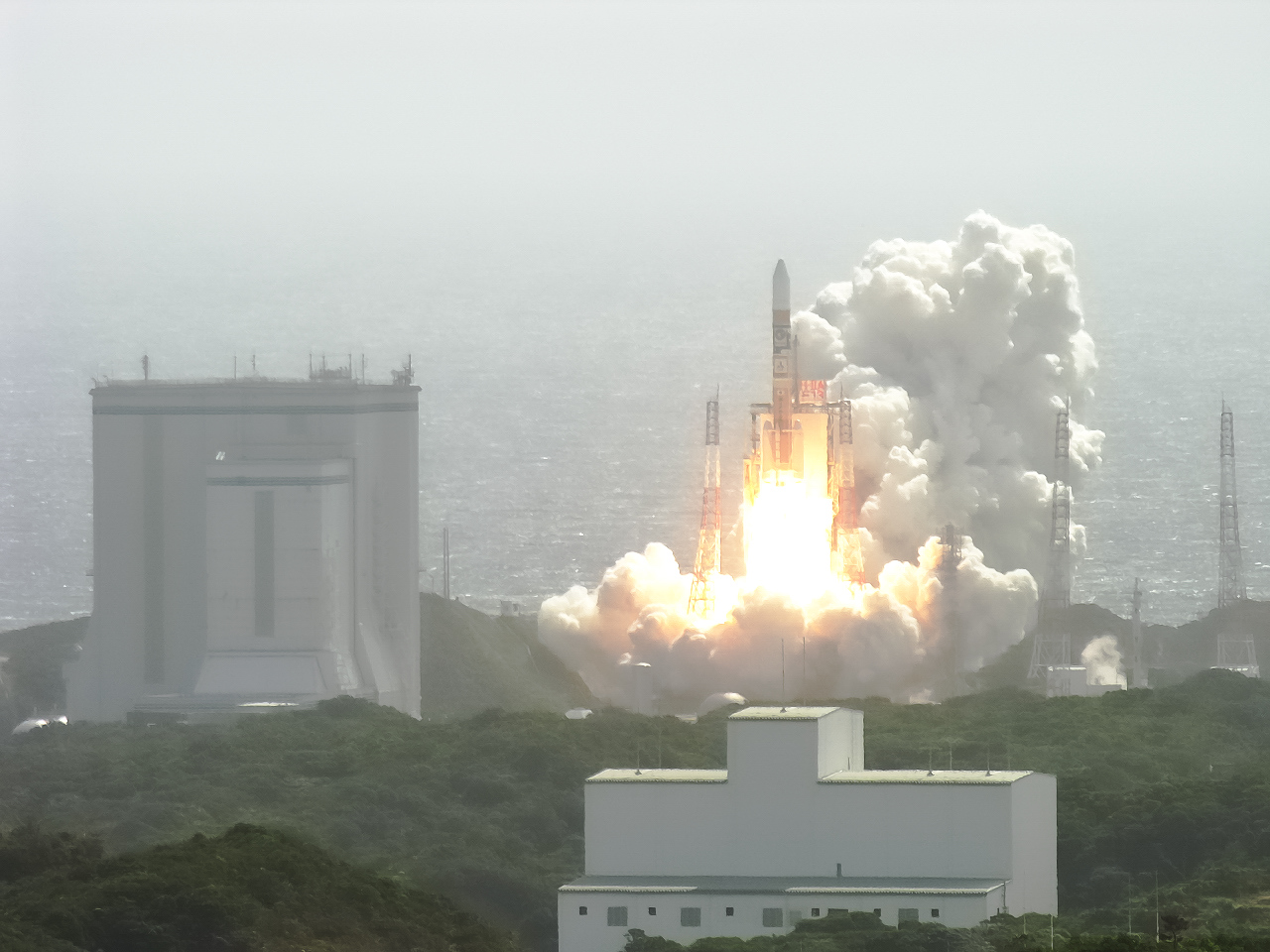
Lancering van de H-IIA F13 met aan boord SELENE

SELENE (Selenological and Engineering Explorer), ook bekend onder de Japanse bijnaam Kaguya (かぐや), was het tweede Japanse ruimtevaartuig dat in een baan rond de maan werd gebracht. SELENE was geproduceerd door het Institute of Space and Astronautical Science en NASDA (nu beide onderdeel van de Japan Aerospace Exploration Agency, JAXA).
De lancering vond plaats op 14 september 2007. In totaal draaide SELENA een jaar en 8 maanden om de maan, waarna men op 10 juni 2009 het voertuig bewust liet neerstorten op het maanoppervlak nabij de krater Gill.
De naam SELENE is afgeleid van de gelijknamige Griekse maangodin. De bijnaam Kaguya komt uit het oude Japanse volksverhaal Taketori Monogatari.

## Doelen
De voornaamste doelen van de missie waren:
- Bestudering van de oorsprong en geologische evolutie van de maan.
- Informatie verkrijgen over het oppervlak van de maan.
- Uitvoeren van radiowetenschappelijke testen, waaronder een precieze meting van het zwaartekrachtsveld van de maan.

## Missieverloop
SELENE werd gelanceerd op 14 september 2007 om 01:31:01 UTC, aan boord van een H-IIA-draagraket (Model H2A2022). De lancering vond plaats op het Tanegashima Space Center. De H-IIA bracht SELENE in een geocentrische baan van 281,55 kilometer (periapsis) / 232960 km (apoapsis). De totale massa van de lancering bedroeg 3020 kg.
De SELENE-missie stond aanvankelijk gepland voor 2003, maar vanwege problemen met de draagraket van een andere missie en andere technische problemen werd de lancering uitgesteld. De nieuwe lanceerdatum was 16 augustus 2007, maar ook die datum werd niet gehaald toen bleek dat enkele elektronische componenten verkeerd waren geïnstalleerd.
Op 3 oktober 2007 kwam SELENE in een baan om de maan van 101 tot 11741 kilometer. Op 9 oktober werd de eerste satelliet in een baan van 100 tot 2400 kilometer rond de maan gebracht. Op 12 oktober werd de tweede satelliet in een baan van 100 tot 800 kilometer gebracht.
Op 21 december 2007 begon SELENE met de reguliere operaties, nadat de eerste 15 observatie-experimenten met succes waren uitgevoerd. Eind oktober 2008 werden de geplande operaties afgerond. Tot maart 2009 voerde SELENE nog extra onderzoek uit. Daarna werd SELENE in een steeds kleinere baan om de maan gebracht waardoor ze in juni 2009 neerstortte op het maanoppervlak.

## Resultaten
Enkele noemenswaardige resultaten van de missie zijn:
- Verbeterde topografische kaarten van het maanoppervlak.[11] Deze data zijn onder andere gratis verstrekt aan Google voor het maken van Google Moon 3-D.
- Een gedetailleerde zwaartekrachtkaart van de achterkant van de maan.[12]
- De eerste optische observatie van de permanent in schaduwen gehulde binnenkant van de Shackleton-krater.[13]